# Ceraphron tsaratananae
Ceraphron tsaratananae är en stekelart som beskrevs av Jean Risbec 1955. Ceraphron tsaratananae ingår i släktet Ceraphron och familjen pysslingsteklar. Inga underarter finns listade i Catalogue of Life.